# Hjörtur Hermannsson
Hjörtur Hermannsson (Reykjavík, 1995. február 2. –) izlandi válogatott labdarúgó, a Pisa játékosa.
Az izlandi válogatott tagjaként részt vett a 2016-os Európa-bajnokságon.

## Sikerei, díjai
- Brøndby IF
  - Dán bajnok: 2020–21
  - Dán kupa: 2017-18